# FBLN5
FBLN5 (англ. Fibulin 5) – білок, який кодується однойменним геном, розташованим у людей на короткому плечі 14-ї хромосоми. Довжина поліпептидного ланцюга білка становить 448 амінокислот, а молекулярна маса — 50 180.
| 10         |  | 20         |  | 30         |  | 40         |  | 50         |
| ---------- |  | ---------- |  | ---------- |  | ---------- |  | ---------- |
| MPGIKRILTV |  | TILALCLPSP |  | GNAQAQCTNG |  | FDLDRQSGQC |  | LDIDECRTIP |
| EACRGDMMCV |  | NQNGGYLCIP |  | RTNPVYRGPY |  | SNPYSTPYSG |  | PYPAAAPPLS |
| APNYPTISRP |  | LICRFGYQMD |  | ESNQCVDVDE |  | CATDSHQCNP |  | TQICINTEGG |
| YTCSCTDGYW |  | LLEGQCLDID |  | ECRYGYCQQL |  | CANVPGSYSC |  | TCNPGFTLNE |
| DGRSCQDVNE |  | CATENPCVQT |  | CVNTYGSFIC |  | RCDPGYELEE |  | DGVHCSDMDE |
| CSFSEFLCQH |  | ECVNQPGTYF |  | CSCPPGYILL |  | DDNRSCQDIN |  | ECEHRNHTCN |
| LQQTCYNLQG |  | GFKCIDPIRC |  | EEPYLRISDN |  | RCMCPAENPG |  | CRDQPFTILY |
| RDMDVVSGRS |  | VPADIFQMQA |  | TTRYPGAYYI |  | FQIKSGNEGR |  | EFYMRQTGPI |
| SATLVMTRPI |  | KGPREIQLDL |  | EMITVNTVIN |  | FRGSSVIRLR |  | IYVSQYPF   |

A: Аланін

C: Цистеїн

D: Аспарагінова кислота

E: Глутамінова кислота

F: Фенілаланін

G: Гліцин

H: Гістидин

I: Ізолейцин

K: Лізин

L: Лейцин

M: Метіонін

N: Аспарагін

P: Пролін

Q: Глутамін

R: Аргінін

S: Серин

T: Треонін

V: Валін

W: Триптофан

Задіяний у такому біологічному процесі, як клітинна адгезія. 
Білок має сайт для зв'язування з іоном кальцію. 
Локалізований у позаклітинному матриксі.
Також секретований назовні.